# Ievgueni Naier
Ievgueni Iúrievitx Naier (nascut el 22 de juny de 1977) és un jugador d'escacs rus, Gran Mestre des de 1999. El 2009, fou un dels ajudants de Gata Kamsky en el seu matx pel Campionat del món contra Vesselín Topàlov.
A la llista d'Elo de la FIDE de l'octubre de 2020, hi tenia un Elo de 2648 punts, cosa que en feia el jugador número 23 (en actiu) de Rússia, i el 103è millor jugador del món. El seu màxim Elo va ser de 2682 punts, a la llista d'octubre de 2008 (posició 40 al rànquing mundial).

## Resultats destacats en competició
El 1999 guanyà el Campionat d'escacs de la ciutat de Moscou. També el 1999, empatà als llocs 3r-11è al fort Memorial Txigorin de Sant Petersburg, (els guanyadors foren Aleksandr Grisxuk i Serguei Vólkov) El 2002 va guanyar el Campionat d'escacs Obert dels Estats Units, ex aequo amb Gennadi Zaichik i el 2003 guanyà novament el Campionat de la ciutat de Moscou.
Va empatar als llocs 1r-6è amb Kaido Külaots, Artiom Timoféiev, Zoltan Gyimesi, Sergey Grigoriants i Oleg Kornéiev a l'Obert de Cappelle-la-Grande 2004. El mateix any, empatà als llocs 1r-3r amb Michael Roiz i Leonid Gofshtein al Festival d'escacs d'Ashdod.
El 2005 va participar en la Copa del món de 2005 a Khanti-Mansisk, un torneig classificatori per al cicle del Campionat del món de 2007, on va tenir una actuació regular i fou eliminat en tercera ronda (setzens de final) per Joel Lautier.
El 2007 empatà als llocs 1r-2n amb Vasili Yemelin al 3r Obert de Moscou. El 2008 i també el 2009 va guanyar el World Open a Filadèlfia. El juliol de 2009, empatà al primer lloc amb Robert Fontaine a l'Obert de Paleohora. El 2010, empatà als llocs 2n-5è amb Michael Adams, Victor Mikhalevski i Jiri Stocek al 14è Obert de Chicago.
El març de 2012 fou 11è al Campionat d'Europa absolut, a Plòvdiv (Bulgària) (el campió fou Dmitri Iakovenko).
L'agost de 2013 participà en la Copa del Món de 2013 on fou eliminat a la primera ronda per Lázaro Bruzón Batista 1-3.
El 2015 es proclamà campió d'Europa individual, a Jerusalem, per davant de David Navara i Mateusz Bartel. El setembre de 2015 participà en la Copa del Món de 2015 on fou eliminat a la primera ronda per Rauf Məmmədov ½-1½.
El març de 2016 guanyà l'Aeroflot Open amb 6½ punts de 9, els mateixos punts que Borís Guélfand però amb millor desempat i després de fer taules davant Gata Kamsky a la darrera ronda. El març de l'any següent fou segon al mateix torneig, mig punt per sota de Vladímir Fedosséiev.